# 福島県道186号矢吹停車場線
福島県道186号矢吹停車場線（ふくしまけんどう186ごう やぶきていしゃじょうせん）は、福島県西白河郡矢吹町にある一般県道である。

## 路線概要
- 起点：福島県西白河郡矢吹町中町（JR東北本線矢吹駅西口）
- 終点：福島県西白河郡矢吹町本町
- 総延長：385 m[1]
  - 実延長：総延長に同じ
- 路線認定年月日：1959年8月31日[2]

## 通過する自治体
- 福島県
  - 西白河郡矢吹町

## 接続・交差する道路
- 国道4号（本町 終点）

## 沿線
- JR東北本線 矢吹駅
- 矢吹郵便局
- 矢吹神社